# 與太陽有關的條目
與太陽有關的條目
與太陽有關的條目包括：
- 日冕
- 太陽風
  - 日冕物質拋射
- 日食
  1. 日全食
  2. 日環食
  3. 全環食
  4. 日偏食
- 食分
- 沙羅週期
- 太陽黑子：多數的閃焰和日冕物質拋射的源頭。
  - 沃夫數：計算太陽黑子
  - 蒙德極小期：1645年至1715年太陽黑子數量特別少的時期
- 閃焰
- 太陽週期：地球經歷來自太陽的輻照度定期改變的時間間隔
  - 太陽週期表
  - 太陽極大期：太陽黑子出現數量最多的時期
  - 太陽極小期：太陽黑子和太陽閃焰活動低彌的時期
  - 道爾頓極小期：大約從1790年至1830年黑子數量稀少的時期。
  - 現代極大期：自1900年代起，太陽活動相較活躍的時期，迄今仍在持續中。
- 太陽活動：太陽輻射的放射總體變化。
- 太陽系
- 太陽和天體對氣候的影響（這是對地球的氣候）

## 間接相關的
- 太陽光
  1. 太陽輻射
  2. 太陽光：從1970年代起，就利用人造衛星直接測量太陽輻照度，或太陽輸出。這些測量顯示太陽輻照度的峰值有很微小的變化（在大氣層頂街收到的約為1,366瓦特/米平方，變化量約0.12瓦特/米平方，僅約0.1%）。 大英百科 （页面存档备份，存于）

- 太陽亮度 => 太陽光度
- 太陽通量 => 輻射通量
- 太陽盤面 => 光球層
- 北極光 => 極光